# اوستر بی (هملت)، نیویورک
اوستر بی (به انگلیسی: Oyster Bay) یک منطقهٔ مسکونی در ایالات متحده آمریکا است که در شهرستان نساو، نیویورک واقع شده‌است. اوستر بی ۴٫۲ کیلومتر مربع مساحت و ۶٬۷۰۷ نفر جمعیت دارد و ۵۵ متر بالاتر از سطح دریا واقع شده‌است.